# Darius Dimavičius
Darius Dimavičius (ur. 8 kwietnia 1968 w Kownie) – litewski koszykarz, medalista olimpijski.

## Kariera
Darius Dimavičius brał udział na Letnich Igrzyskach Olimpijskich 1992 w Barcelonie. Podczas tych igrzysk on wraz z reprezentacją Litwy w koszykówce zagrali z reprezentacjami Austrii, Portoryko, Wenezueli, Chin, Brazylii i Stanów Zjednoczonych, ostatecznie zajmując 3. miejsce

### Kluby
Źródło:
- 1989-1991 –  Žalgiris
- 1991-1994 –  Previzda
- 1994-1995 –  Spartos Bertrange
- 1995-1997 –  Previzda
- 1997-1998 –  Praha „USK”
- 1998-1999 –  Lietuvos Rytas
- 1999-2000 –  Panevėžys „Sama”
- 2000-2001 –  Gmunden Swans
- 2001-2003 –  Barreirens
- 2003-2004 –  Larissa
- 2004-2005 –  Brno „Triga”
- 2005-2006 –  Nitros SPU
- 2006-2007 –  Kaunas „Atletas”